# La Villedieu (Lozère)
La Villedieu is een plaats en voormalige gemeente in het Franse departement Lozère in de regio Occitanie en telt 40 inwoners (2009). De plaats maakt deel uit van het arrondissement Mende.

## Geschiedenis
La Villedieu is op 1 januari 2019 gefuseerd met de gemeenten Estables, Rieutort-de-Randon, Saint-Amans en Servières tot de gemeente Monts-de-Randon.

## Geografie
De oppervlakte van La Villedieu bedraagt 20,7 km², de bevolkingsdichtheid is dus 1,9 inwoners per km².
De onderstaande kaart toont de ligging van La Villedieu (Lozère) met de belangrijkste infrastructuur en aangrenzende gemeenten.

## Demografie
Onderstaande figuur toont het verloop van het inwonertal.